# Capricola
Capricola fuscidula — вид грибів, що належить до монотипового роду Capricola . Назва роду вперше опублікована 1947 року.